# Holenderscy posłowie do Parlamentu Europejskiego 2009–2014
Holenderscy posłowie VII kadencji do Parlamentu Europejskiego zostali wybrani w wyborach przeprowadzonych 4 czerwca 2009.

## Lista posłów
Wybrani z listy Apelu Chrześcijańsko-Demokratycznego
- Wim van de Camp
- Esther de Lange
- Lambert van Nistelrooij
- Ria Oomen-Ruijten
- Corien Wortmann-Kool

Wybrani z listy Partii Wolności
- Lucas Hartong, poseł do PE od 22 czerwca 2010
- Laurence Stassen[1]
- Patricia van der Kammen, poseł do PE od 27 września 2012
- Daniël van der Stoep, poseł do PE do 31 sierpnia 2011 i ponownie od 15 grudnia 2011
- Auke Zijlstra, poseł do PE od 13 września 2011

Wybrani z listy Partii Pracy
- Thijs Berman
- Emine Bozkurt
- Judith Merkies

Wybrani z listy Partii Ludowej na rzecz Wolności i Demokracji
- Hans van Baalen
- Toine Manders
- Jan Mulder, poseł do PE od 22 czerwca 2010

Wybrani z listy Demokraci 66
- Gerben-Jan Gerbrandy
- Sophie in 't Veld
- Marietje Schaake

Wybrani z listy Zielonej Lewicy
- Judith Sargentini
- Bas Eickhout
- Marije Cornelissen

Wybrani z listy Partii Socjalistycznej
- Dennis de Jong
- Kartika Liotard

Wybrani z listy Unii Chrześcijańskiej i SGP
- Peter van Dalen (CU)
- Bastiaan Belder (SGP)

Byli posłowie VII kadencji do PE
- Louis Bontes (wybrany z listy PVV), do 16 czerwca 2010, zrzeczenie
- Jeanine Hennis-Plasschaert (wybrana z listy VVD), do 16 czerwca 2010, zrzeczenie
- Barry Madlener (wybrany z listy PVV), do 19 września 2012, zrzeczenie